# David Rafael Moulis
David Rafael Moulis (* 11. července 1984 v Plzni) je český archeolog a fotograf.
Vystudoval blízkovýchodní studia (Bc.) a kulturní antropologii Předního východu (Mgr.) na Filozofické fakultě Západočeské univerzity v Plzni a biblickou teologii (Ph.D.) na Evangelické teologické fakultě Univerzity Karlovy v Praze. V letech 2012-2013 studoval na Hebrejské univerzitě v Jeruzalémě.
Věnuje se biblické archeologii; od roku 2011 působil na několika archeologických expedicích v Izraeli. Jeho odborný zájem se soustřeďuje zejména na kult doby železné.
Měl několik výstav fotografií s tematikou země Izrael.

## Publikace (výběr)
- Náboženský kult starověkého Izraele pohledem archeologie. Vyšehrad – Albatros: Praha 2022.
- Hezekiah’s Cultic Reforms according to the Archaeological Evidence. IN: Čapek, Filip & Lipschits, Oded (eds.): The Last Century in the History of Judah: The Seventh Century BCE in Archaeological, Historical, and Biblical Perspectives. SBL Press: Atlanta 2019, s. 167-180.
- Svatyně v Tel Aradu - místo oficiálního judského kultu v 8. století př. Kr. Český zápas, 2016 (roč. 96), č. 2, s. 3